# Lille Métropole Basket
El Lille Métropole Basket es un equipo de baloncesto francés con sede en la ciudad de Lille, que compite en la Pro B, la segunda competición de su país. Disputa sus partidos en la Palais Saint Sauveur, con capacidad para 1.863 espectadores.

## Posiciones en liga
| Temporada | Nivel | Liga      | Pos. | Copa de Francia  | Otras competiciones | Otras competiciones | Playoffs    | Playoffs | Playoffs |
| --------- | ----- | --------- | ---- | ---------------- | ------------------- | ------------------- | ----------- | -------- | -------- |
| 2011–12   | 2     | Pro B     | 10º  | 1ª ronda         |                     |                     |             |          |          |
| 2012–13   | 2     | Pro B     | 11º  | Octavos de final |                     |                     |             |          |          |
| 2013–14   | 2     | Pro B     | 16º  | 1ª ronda         |                     |                     |             |          |          |
| 2014–15   | 2     | Pro B     | 11º  | 1ª ronda         |                     |                     |             |          |          |
| 2015–16   | 2     | Pro B     | 9º   | 1ª ronda         |                     |                     |             |          |          |
| 2016–17   | 2     | Pro B     | 3º   | Octavos de final | Pro B Leaders Cup   | SF                  | 1ª ronda    |          |          |
| 2017-18   | 2     | Pro B     | 5º   | 1ª ronda         | Pro B Leaders Cup   | 1ª ronda            | Semifinales |          |          |
| 2018-19   | 2     | Pro B     | 14º  | 2ª ronda         | Pro B Leaders Cup   | CF                  |             |          |          |
| 2019-20*  | 2     | Pro B     | 6º   | Ronda de 128     | Pro B Leaders Cup   | CF                  |             |          |          |
| 2020-21   | 2     | LNB Pro B | 9º   | Ronda de 64      |                     |                     |             |          |          |
| 2021-22   | 2     | LNB Pro B | 15º  | Ronda de 64      |                     |                     |             |          |          |
| 2022-23   | 2     | LNB Pro B | 4º   | Ronda de 64      |                     |                     |             |          |          |

*La temporada fue cancelada debido a la pandemia del coronavirus.

## Palmarés
- Campeón de la NM1: - 2009